# Hildegard Frauenrath
Hildegard Frauenrath (* 1957) ist eine ehemalige deutsche Fußballspielerin, die mit zwei Vereinen fünf Titel gewann.

## Karriere
Frauenrath gehörte von 1976 bis 1979 und erneut in der Saison 1981/82 der SSG 09 Bergisch Gladbach an, für die sie in der seinerzeitigen Verbandsliga Mittelrhein unter dem Regionalverband West als Mittelfeldspielerin Punktspiele bestritt. Während ihrer Vereinszugehörigkeit gewann sie 1977 – jedoch ohne Einsatz im Finale –, 1979 und 1982 die Deutsche Meisterschaft und 1982 auch den nationalen Vereinspokal.
Von 1979 bis 1981 und erneut in der Saison 1982/83 spielte sie für den KBC Duisburg in der Verbandsliga Niederrhein. Mit dem Verein aus dem Duisburger Stadtteil Kaßlerfeld erreichte sie am 15. Juni 1980 das Finale um die Deutsche Meisterschaft, das auf der heimischen Spielstätte der SSG 09 Bergisch Gladbach vor 5.000 Zuschauern mit 0:5 verloren wurde. Am 8. Mai 1983 erreichte sie im Frankfurter Stadion am Bornheimer Hang das Finale um den DFB-Pokal, das vor 1.200 Zuschauern mit 3:0 gegen den FSV Frankfurt gewonnen wurde.
Nach 1983 trat sie als Spielertrainerin des FC Schalke 04 in Erscheinung.

## Erfolge
- Deutscher Meister 1977, 1979, 1982
- DFB-Pokal-Sieger 1982, 1983
- Inoffizielle Weltmeisterin mit der SSG Bergisch Gladbach 1981 in Taiwan, Taipeh[3]

## Sonstiges
Frauenrath hat nach ihrem Diplom-Sportstudium das Studium zur Diplom-Erziehungswissenschaft abgeschlossen und arbeitet als systemische Familientherapeutin in der Kinder- und Jugendhilfe. Zudem hat sie sich für den Bereich der Psychotherapie nach Heilpraktiker Gesetz (HPG) in Krefeld niedergelassen. Sie ist auch nach Beendigung ihrer Fußballerkarriere sportlich aktiv und spielt seit 2017 in der Mannschaft Damen 55 Tennis beim CSV Marathon 1910 Krefeld, zunächst in der 1. Verbandsliga, seit 2018 – Aufstieg bedingt – in der Niederrheinliga. Im Jahr 2019 belegte sie in dieser Spielklasse mit ihrer Mannschaft den dritten Platz.